# 4-й бомбардировочный авиационный корпус
4-й бомбардировочный авиационный Львовский Краснознамённый ордена Суворова корпус (4-й бак) — соединение Военно-Воздушных сил (ВВС) Вооружённых Сил РККА, принимавшее участие в боевых действиях Великой Отечественной войны.

## Наименования корпуса
- 7-й смешанный авиационный корпус;
- 4-й бомбардировочный авиационный корпус;
- 4-й бомбардировочный авиационный Львовский корпус;
- 4-й бомбардировочный авиационный Львовский Краснознамённый корпус;
- 4-й бомбардировочный авиационный Львовский Краснознамённый ордена Суворова корпус.

## История и боевой путь корпуса
Приказом НКО СССР от 22 декабря 1943 года № 00147 и директивой Генерального штаба КА от 31.12.1943 г. № ОРГ/10/8148 7-й смешанный авиационный корпус Резерва Ставки Верховного Главнокомандования Красной Армии переименован в 4-й бомбардировочный авиационный корпус Резерва Ставки Верховного Главнокомандования Красной Армии со включением в состав корпуса:
- 219-й бомбардировочной авиационной дивизии (6-й, 35-й и 38-й бомбардировочные авиационные полки) с базированием на аэродромах Дягилево — Третьяково, управление дивизии — Дягилево,
- 188-й бомбардировочной авиационной дивизии (367-й, 373-й и 650-й бомбардировочные авиационные полки) с базированием на аэродромах Малино — Степыгино, управление дивизии — Малино.

188-я бомбардировочная авиационная дивизия начала формирование в июне 1944 года в составе ВВС Московского военного округа. В состав корпуса дивизия не вошла. С сентября 1944 года вошла в состав 15-й воздушной армии 2-го Прибалтийского фронта.
В состав корпуса входили:
- 202-я бомбардировочная авиационная дивизия;
- 219-я бомбардировочная авиационная дивизия;
- 321-я бомбардировочная авиационная дивизия (с 01 июля 1944 года до 05 августа 1944 года).

Корпус принимал участие в ходе Проскуровско-Черновицкой, Львовско-Сандомирской, Сандомирско-Силезской, Берлинской и Пражской наступательных операциях. За образцовое выполнение заданий командования в ходе Львовско-Сандомирской наступательной операции корпусу было присвоено почётное наименование «Львовский», а командир корпуса Пётр Петрович Архангельский был награждён орденом Суворова 2 степени. За успешные боевые действия по освобождению Кракова корпус 19 февраля 1945 года награждён орденом Красного Знамени.

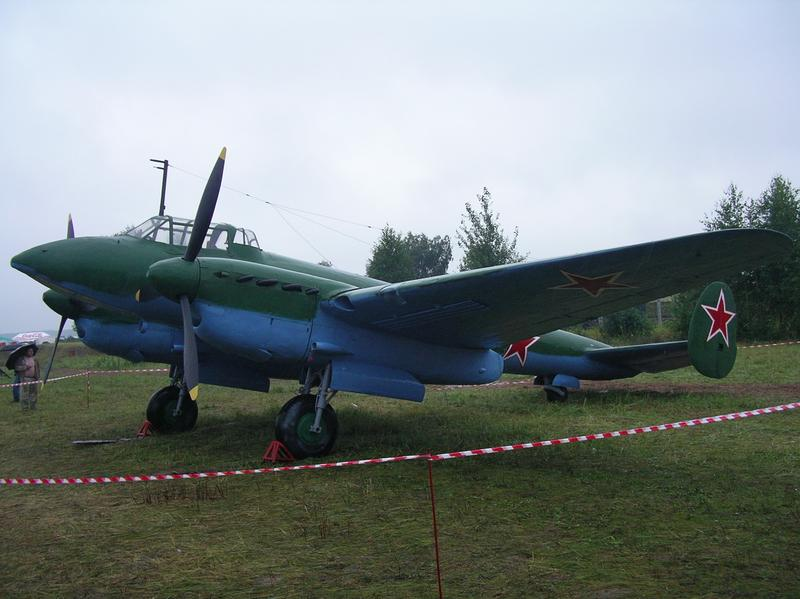
Пе-2 — основной самолёт корпуса.

В составе действующей армии корпус находился с 28 февраля 1944 года по 8 сентября 1944 года и с 12 ноября 1944 года по 11 мая 1945 года, всего 377 дней.
4-й бомбардировочный авиационный Львовский Краснознамённый ордена Суворова корпус расформирован в июля 1946 года в составе 2-й воздушной армии Центральной группы войск.

## Командование

### Командир корпуса
Генерал-майор авиации Архангельский Пётр Петрович, период нахождения в должности: с 31 декабря 1943 года по 11 мая 1945 года

### Военный комиссар, заместитель командира по политической части
полковник М. Г. Баранов

### Начальник штаба
полковник Еремеев

## В составе объединений
| Объединение                                                  | Период                  |
| ------------------------------------------------------------ | ----------------------- |
| Резерв верховного главного командования                      | 31.12.1943 — 28.02.1944 |
| 2-я воздушная армия 1-го Украинского Фронта                  | 28.02.1944 — 08.09.1944 |
| 6-я воздушная армия Резерва Верховного Главного Командования | 08.09.1944 — 31.10.1944 |
| Резерв Верховного Главного Командования                      | 31.10.1944 — 12.11.1944 |
| 2-я воздушная армия 1-го Украинского Фронта                  | 12.11.1944 — 11.05.1945 |

## Соединения, части и отдельные подразделения корпуса
- 202-я бомбардировочная авиационная дивизия[7][8]
  - 36-й гвардейский бомбардировочный авиационный полк
  - 18-й бомбардировочный авиационный полк
  - 797-й бомбардировочный авиационный полк
- 219-я бомбардировочная авиационная дивизия[7][8]
  - 6-й бомбардировочный авиационный полк
  - 35-й бомбардировочный авиационный полк
  - 38-й бомбардировочный авиационный полк
- 321-я бомбардировочная авиационная дивизия (с 01 июля 1944 года до 05 августа 1944 года)[7]
  - 13-й гвардейский бомбардировочный авиационный полк
  - 22-й гвардейский бомбардировочный авиационный полк
  - 242-й бомбардировочный авиационный полк
- 421-я отдельная авиационная эскадрилья связи[9]
- 292-я отдельная рота связи[9]
- 28-й отдельный взвод аэрофотослужбы[9]
- 89-й отдельный взвод земного обеспечения самолётовождения[9]
- 2698-я военно-почтовая станция[9]

## Участие в операциях и битвах
- Проскуровско-Черновицкая операция[6] с 4 марта 1944 года по 17 апреля 1944 года
- Львовско-Сандомирская операция[6] с 13 июля 1944 года по 29 августа 1944 года
- Карпатско-Дуклинская операция с 8 сентября 1944 года по 28 октября 1944 года
- Сандомирско-Силезская операция[6] с 12 января 1945 года по 3 февраля 1945 года
- Нижне-Силезская операция с 8 февраля 1945 года по 24 февраля 1945 года
- Верхне-Силезская операция с 15 марта 1945 года по 31 марта 1945 года
- Берлинская операция[6] с 16 апреля 1945 года по 8 мая 1945 года
- Пражская операция[6] с 6 мая 1945 года по 11 мая 1945 года

## Почётные наименования
- 4-му бомбардировочному авиационному корпусу присвоено почётное наименование «Львовский»[10]
- 38-му бомбардировочному авиационному полку присвоено почётное наименование «Дембицкий»[11]
- 219-й бомбардировочной авиационной дивизии присвоено почётное наименование «Ченстоховская»[12]
- 6-му бомбардировочному авиационному полку присвоено почётное наименование «Краковский»[13]
- 35-му бомбардировочному авиационному полку присвоено почётное наименование «Берлинский»[14]
- 797-му бомбардировочному авиационному полку Приказом НКО за отличие в боях при овладении городом Дембица — крупным центром авиационной промышленности и важным узлом коммуникаций на краковском направлении на основании Приказа ВГК № 172 от 23 августа 1944 года присвоено почётное наименование «Дембицкий»[15]
- 18-му Краснознамённому бомбардировочному авиационному полку Приказом НКО за отличие в боях при овладении городом Краков на основании Приказа ВГК № 230 от 19 января 1945 года присвоено почётное наименование «Краковский»[16].
- 36-му гвардейскому бомбардировочному авиационному полку Приказом НКО № 0111 от 11 мая 1945 года за отличие в боях при штурме и овладении городом Берлин — центром Бранденбургской провинции и мощным опорным пунктом обороны немцев в Центральной Германии на основании Приказа ВГК № 359 от 1 мая 1945 года присвоено почётное наименование «Берлинский»[17].

## Награды
- 4-й бомбардировочный авиационный Львовский корпус Указом Президиума Верховного Совета СССР от 19 февраля 1945 года за образцовое выполнение заданий командования в боях с немецкими захватчиками, за вторжение в немецкую Силезию и проявленные при этом доблесть и мужество награждён орденом «Боевого Красного Знамени»[18][19].
- 4-й бомбардировочный авиационный Львовский Краснознамённый корпус Указом Президиума Верховного Совета СССР от 4 июня 1945 года за образцовое выполнение заданий командования в боях с немецкими захватчиками при овладении столицей Германии городом Берлин и проявленные при этом доблесть и мужество награждён орденом Суворова II степени[18][20].
- 202-я бомбардировочная авиационная Средне-Донская Краснознамённая дивизия имени Верховного совета Татарской АССР за образцовое выполнение заданий командования в боях с немецкими захватчиками при ликвидации группы немецких войск, окружённой юго-восточнее Берлина и проявленные при этом доблесть и мужество Указом Президиума Верховного Совета СССР от 4 мая 1945 года награждена орденом Суворова II степени[19].
- 219-я бомбардировочная авиационная Ченстоховская дивизия за образцовое выполнение заданий командования в боях при прорыве обороны немцев на реке Нейсе и овладении городами Котбус, Люббен, Цоссен, Беелитц, Лукенвальде, Тройенбрицен, Цана, Мариенфельде, Треббин, Рангсдорф, Дидерсдорф, Кельтов и проявленные при этом доблесть и мужество Указом Президиума Верховного Совета СССР от 28 мая 1945 года награждена орденом «Суворова II степени»[18][19].
- 219-я бомбардировочная авиационная Ченстоховская ордена Суворова дивизия за образцовое выполнение заданий командования в боях с немецкими захватчиками при овладении городом Бреславль (Бреслау) и проявленные при этом доблесть и мужество Указом Президиума Верховного Совета СССР от 4 июня 1945 года награждена орденом «Кутузова II степени»[18].
- 6-й бомбардировочный авиационный Краковский полк Указом Президиума Верховного Совета СССР награждён орденом «Суворова III степени»[18][19].
- 6-й бомбардировочный авиационный Краковский полк Указом Президиума Верховного Совета СССР награждён орденом «Кутузова III степени»[18].
- 18-й бомбардировочный авиационный Краковский Краснознамённый полк за образцовое выполнение заданий командования в боях с немецкими захватчиками при овладении городом Бреславль (Бреслау) и проявленные при этом доблесть и мужество Указом Президиума Верховного Совета СССР от 4 июня 1945 года награждён орденом «Богдана Хмельницкого II степени»[19].
- 35-й бомбардировочный авиационный полк Указом Президиума Верховного Совета СССР награждён орденом «Суворова III степени»[18].
- 35-й бомбардировочный авиационный полк Указом Президиума Верховного Совета СССР награждён орденом «Богдана Хмельницкого II степени»[18].
- 36-й гвардейский бомбардировочный авиационный полк Указом Президиума Верховного Совета СССР награждён орденом «Суворова III степени»[18].
- 36-й гвардейский бомбардировочный авиационный ордена Суворова полк за образцовое выполнение заданий командования в боях при прорыве обороны немцев на реке Нейсе и овладении городами Котбус, Люббен, Цоссен, Беелитц, Лукенвальде, Тройенбрицен, Цана, Мариенфельде, Треббин, Рангсдорф, Дидерсдорф, Кельтов и проявленные при этом доблесть и мужество Указом Президиума Верховного Совета СССР от 28 мая 1945 года награждён орденом «Кутузова III степени»[19].
- 38-й бомбардировочный авиационный Дембицкий полк Указом Президиума Верховного Совета СССР награждён орденом «Богдана Хмельницкого II степени»[18].
- 797-й бомбардировочный авиационный Дембицкий полк за образцовое выполнение заданий командования в боях с немецкими захватчиками, за овладение городами Глейвиц и Хжанув и проявленные при этом доблесть и мужество Указом Президиума Верховного Совета СССР от 19 февраля 1945 года награждён орденом «Богдана Хмельницкого II степени»[19].
- 797-й бомбардировочный авиационный Дембицкий ордена Богдана Хмельницкого полк за образцовое выполнение заданий командования в боях с немецкими захватчиками при овладении городом Бреславль (Бреслау) и проявленные при этом доблесть и мужество Указом Президиума Верховного Совета СССР от 4 июня 1945 года награждён орденом «Кутузова III степени»[19].
- 797-й бомбардировочный авиационный Дембицкий орденов Кутузова и Богдана Хмельницкого полк за образцовое выполнение заданий командования в боях с немецкими захватчиками при освобождении города Праги и проявленные при этом доблесть и мужество Указом Президиума Верховного Совета СССР от 4 июня 1945 года награждён орденом «Александра Невского»[19].
- 421-я авиационная эскадрилья Указом Президиума Верховного Совета СССР награждена орденом «Красной Звезды»[18].
- 292-я отдельная рота связи Указом Президиума Верховного Совета СССР награждена орденом «Красной Звезды»[18].